# V. Ganapathy Iyer
V. Ganapathy Iyer (Tamil வி. கணபதி அய்யர்; * 10. November 1906; † 13. Juni 1987) war ein indischer Mathematiker.

## Leben
Iyer wurde bei R. Vaidyanathaswamy an der University of Madras promoviert und war Professor an der Universität Annamalai.
Er befasste sich mit reeller und komplexer Analysis, speziell ganzen Funktionen, wobei er auch Techniken der Funktionalanalysis auf Räume ganzer Funktionen anwandte.
Mit S. M. Shah (* 1905) war er einer der ersten indischen Mathematiker, die die Nevanlinna-Theorie aufgriffen.